# Agawang
Agawang ist ein Pfarrdorf und Ortsteil der Gemeinde Kutzenhausen im Landkreis Augsburg im Regierungsbezirk Schwaben in Bayern. Zur Gemarkung gehört das Dorf Unternefsried.

## Lage

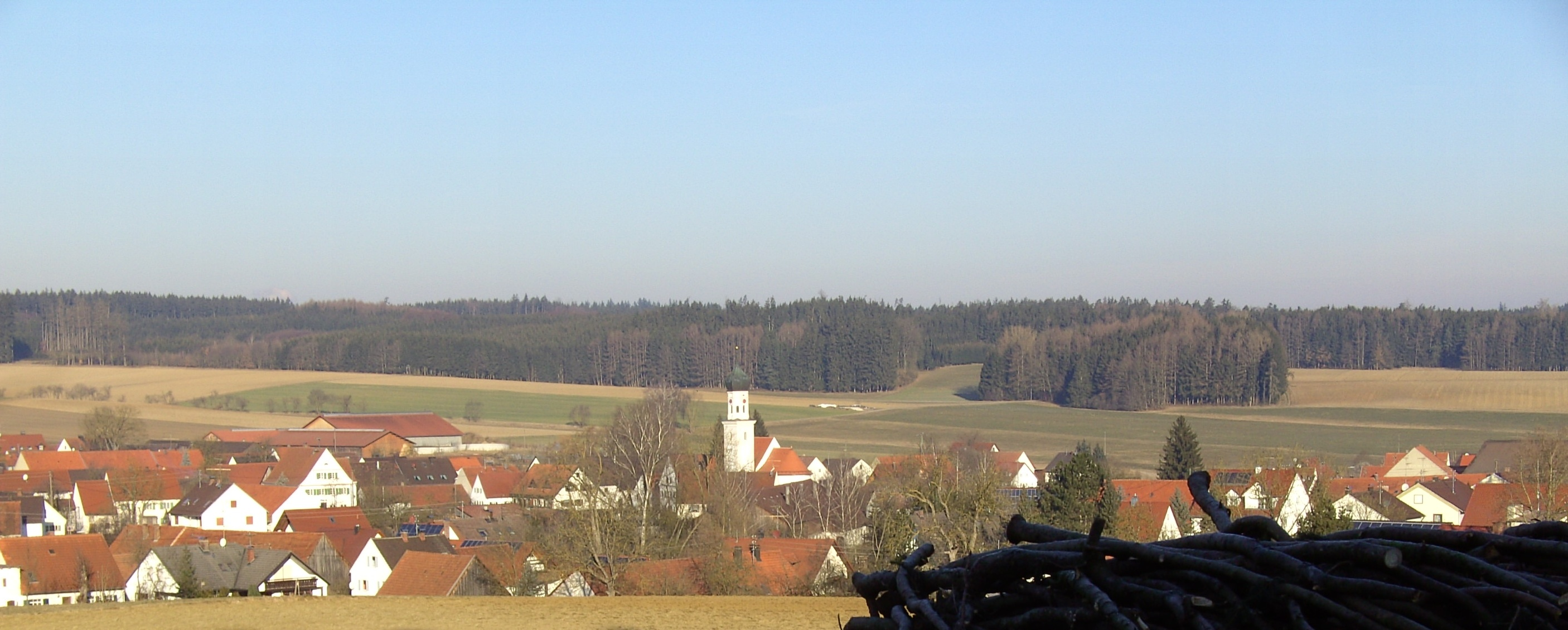
Blick auf Agawang

Agawang liegt an der Kreisstraße A 1 Augsburg-Dinkelscherben. Die nächstgelegenen Bahnhöfe befinden sich in Gessertshausen und Kutzenhausen. Der Augsburger Verkehrsverbund (AVV) hält an Werktagen den nicht-vertakteten Busfahrplan der Linie 507 nach Augsburg aufrecht.

## Geschichte

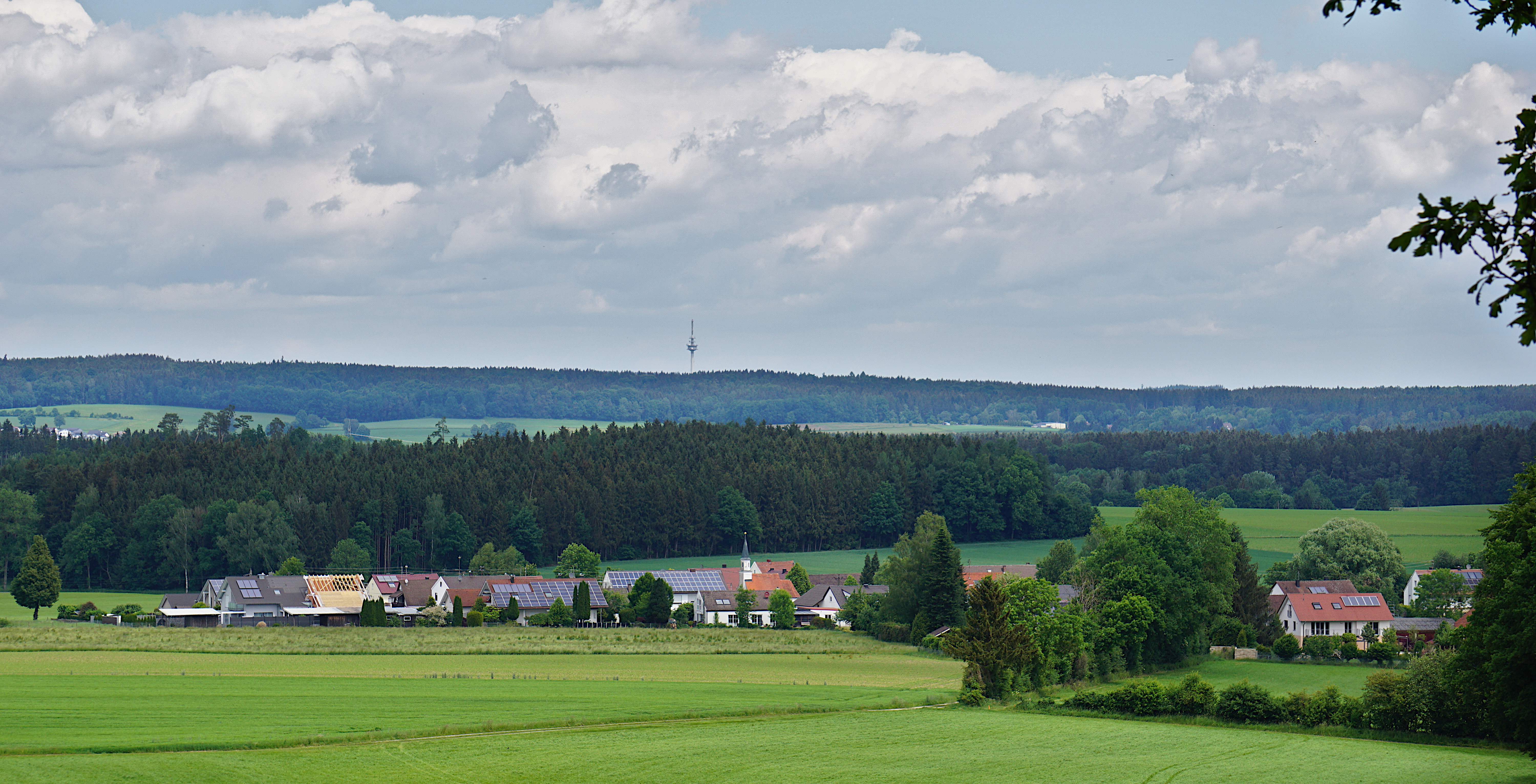
Blick auf das zur Gemarkung gehörende Dorf Unternefsried

Die Geschichte von Agawang begann vermutlich zwischen dem 9. und 12. Jahrhundert. In dieser Zeit wurden die drei Einzelsiedlungen des Ortes gegründet, nämlich Agawang, Obernefsried und Unternefsried. Während Unternefsried heute noch ein separater Ort ist, verschmolzen Agawang und Obernefsried zu einem Ort. Das altdeutsche Toponym Wang bedeutet Wiesenhang.    
Das von 1202 bis 1389 beurkundete Rittergeschlecht der Ministerialen von Agenwanch verkaufte gegen Ende des 14. Jahrhunderts ihre Güter in Agawang. Ihr Sitz soll sich auf dem Gelände des sogenannten Schlossbauergutes befunden haben. Der Kirchensatz von Agawang gehörte Ende des 13. Jahrhunderts Ulrich von Zusameck, der ihn 1291 mit anderen Gütern und Rechten an die Brüder Hermann und Heinrich Langenmantel und Markart Lauginger veräußerte. 1404 besaß der Augsburger Bürger Andreas Rehm zwei Höfe, die Taferne und zwölf Sölden zu Agawang, die zuvor der St. Jakobspfründe gehörten. 1478 verkaufte der Augsburger Patrizier Hans Hofmaier das ganze Dorf einschließlich Kirchensatz und Gericht an das Augsburger Domkapitel, der bis zur Säkularisation Grund- und Patronatsherr blieb. Für die Blutgerichtsbarkeit war die Landvogtei der Markgrafschaft Burgau zuständig. Im Dreißigjährigen Krieg dokumentierte der Pfarrgeistliche Michael Lebhardt von Kutzenhausen am 3. Februar 1635 den Verzehr von Menschenfleisch in Agawang. Er berichtete darüber seinem Vorgesetzten Dr. Kaspar Zeiller, der den Pfarrgeistlichen anhielt, angesichts der extremen Hungersnot Milde walten zu lassen.
Nach der Säkularisation fiel Agawang 1803 an das Kurfürstentum Bayern. Seit 1806 gehörte der Ort zum Königreich Bayern. 1804 wurde Agawang mit Obernerfsried und Unternerfsried durch die Verwaltungsneugliederung Bayerns in das Landgericht Zusmarshausen eingegliedert. Von 1862 bis 1929 gehörte Agawang zum Bezirksamt Zusmarshausen und ab 1929 zum Bezirksamt Augsburg, das ab 1939 als Landkreis Augsburg bezeichnet wurde. Agawang mit seinem Ortsteil Unternefsried war eine selbstständige Gemeinde im Landkreis Augsburg und wurde im Zuge der Gebietsreform in Bayern am 1. Mai 1978 in die Gemeinde Kutzenhausen eingemeindet.

## Religion

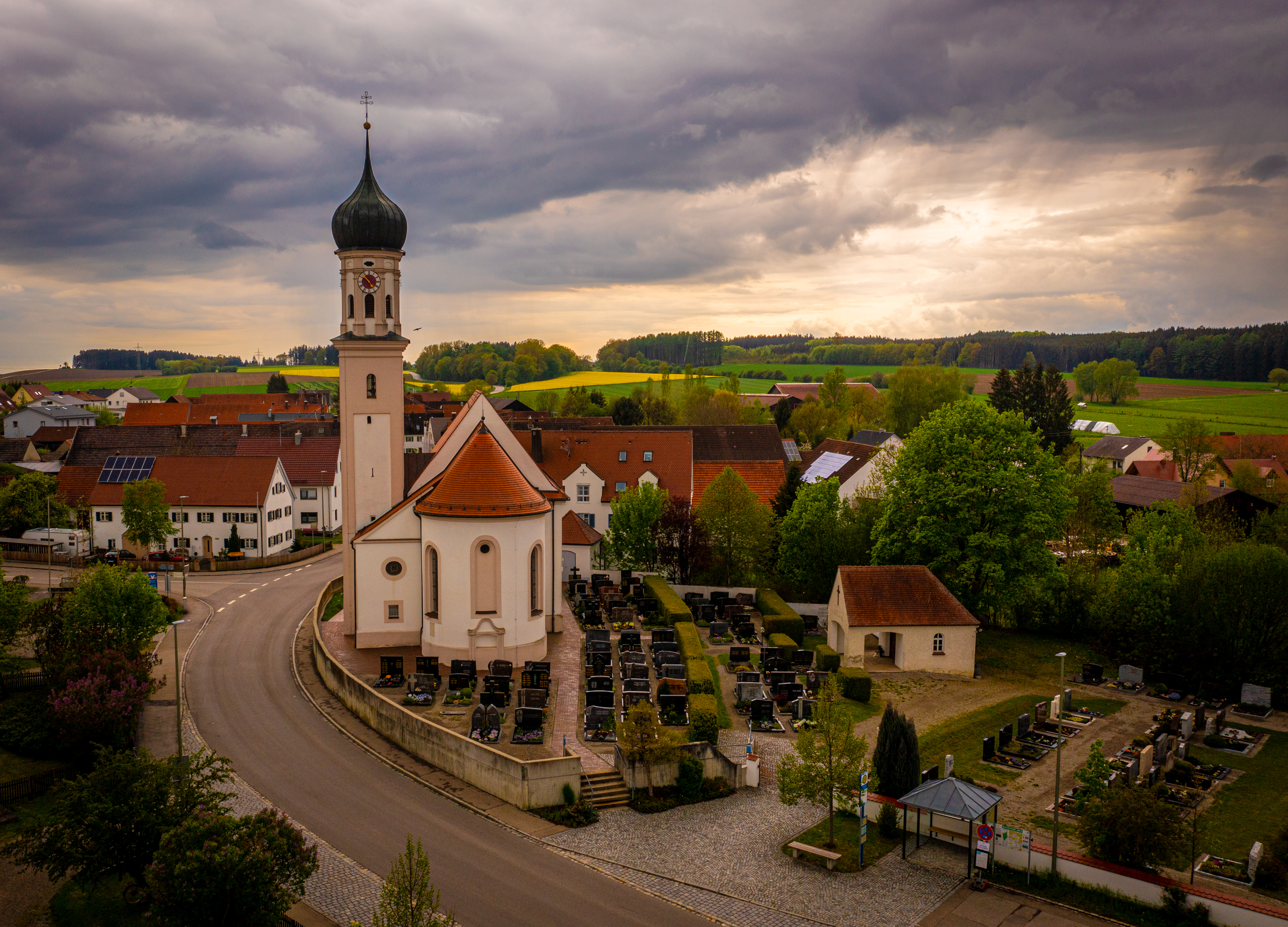
St. Laurentius

Die katholische Pfarrei St. Laurentius in Agawang mit der Pfarrkirche St. Laurentius gehört zur Pfarreiengemeinschaft Dietkirch im Dekanat Augsburg-Land im Bistum Augsburg.